# Sten Rudberg
Sten Rudberg (13 septembre 1917 - 22 octobre 1996) est un géologue et géomorphologue suédois. Il est le fils de Gunnar Rudberg.

## Parcours
Sten Rudberg est nommé professeur titulaire de la chaire de l'université de Göteborg en 1958 après que le professeur titulaire Karl-Erik Bergsten ait déménagé à l'université de Lund,. En 1959, il est élu à la Société royale des sciences et des lettres de Göteborg. Par la suite, en 1961, sa chaire de professeur est transformée en chaire de géographie physique. En 1964, il est nommé à la tête du département de géographie physique après la dissolution du département de géographie de l'université de Göteborg et la géographie humaine a formé son propre département. Il reste professeur à Göteborg jusqu'en 1984.
Sa thèse de doctorat pour sur la géomorphologie à grande échelle et la chronologie de la dénudation de Västerbotten dans le Nord de la Suède ; il a ensuite continué à travailler sur la géomorphologie à grande échelle de la Scandinavie, tout en apportant des contributions scientifiques traitant de l'érosion éolienne, du recul des falaises, et des mouvements de masse périglaciaires.